# Agujero de oxianión

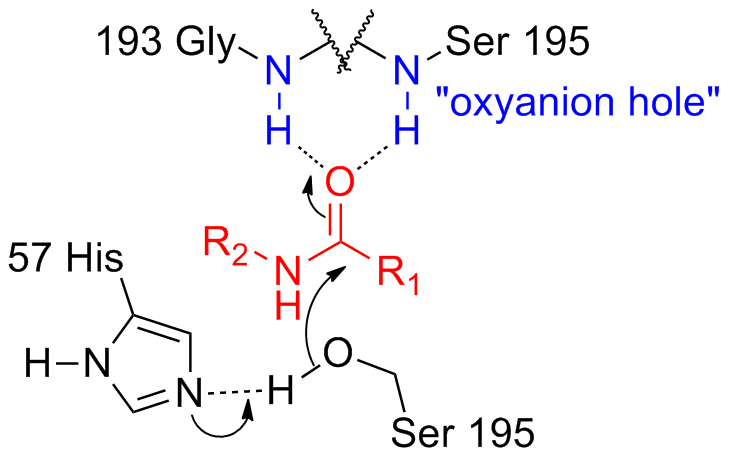
El agujero de oxianión de una serina proteasa (en negro) estabiliza la carga negativa en el estado de transición del sustrato (en rojo) utilizando enlaces de hidrógeno a partir de las amidas que forman el esqueleto de la enzima.

Un agujero de oxianión es un bolsillo o pliegue en el sitio activo de una enzima que estabiliza la carga negativa del estado de transición sobre un oxígeno o un alcóxido desprotonado. El bolsillo consiste típicamente en un grupo de amidas pertenecientes a la cadena principal o residuos de aminoácidos cargados positivamente. Al estabilizar el estado de transición, se rebaja la energía de activación necesaria para la reacción, promoviendo la catálisis. Por ejemplo, las proteasas como la quimiotripsina, contienen un agujero de oxianión que estabiliza el intermediario tetraédrico formado durante la proteólisis y protege de las moléculas de agua al oxígeno negativamente cargado del sustrato. Adicionalmente, podría facultar la inserción o posicionamiento de un sustrato, que de otro modo sufriría de impedimento estérico si no ocupara el agujero (tal como con el BPG en la hemoglobina). Las enzimas que catalizan reacciones de múltiples pasos, pueden poseer múltiples agujeros de oxianión que estabilizan diferentes estados de transición durante la reacción.